# Darius av Pontus
Darius av Pontus, död 37 f. Kr., var regerande kung av Pontus mellan 39 f.Kr. - 37 f. Kr.